# Белв'ю (Канзас)
Белв'ю (англ. Belvue) — місто (англ. city) в США, в окрузі Поттаватомі штату Канзас. Населення — 177 осіб (2020).

## Географія
Белв'ю розташований за координатами 39°12′58″ пн. ш. 96°10′44″ зх. д. / 39.21611° пн. ш. 96.17889° зх. д. (39.216247, -96.178833).  За даними Бюро перепису населення США в 2010 році місто мало площу 0,30 км², уся площа — суходіл.

## Демографія
Згідно з переписом 2010 року, у місті мешкало 205 осіб у 68 домогосподарствах у складі 53 родин. Густота населення становила 684 особи/км².  Було 80 помешкань (267/км²).
Расовий склад населення:
| - 97,6 % — білих |

До двох чи більше рас належало 2,4 %. Частка іспаномовних становила 6,8 % від усіх жителів.
За віковим діапазоном населення розподілялося таким чином: 33,7 % — особи молодші 18 років, 56,1 % — особи у віці 18—64 років, 10,2 % — особи у віці 65 років та старші. Медіана віку мешканця становила 30,5 року. На 100 осіб жіночої статі у місті припадало 91,6 чоловіків;  на 100 жінок у віці від 18 років та старших — 97,1 чоловіків також старших 18 років.
Середній дохід на одне домашнє господарство  становив 50 456 доларів США (медіана — 44 167), а середній дохід на одну сім'ю — 68 127 доларів (медіана — 57 188). За межею бідності перебувало 7,9 % осіб, у тому числі 2,5 % дітей у віці до 18 років та 0,0 % осіб у віці 65 років та старших.
Цивільне працевлаштоване населення становило 93 особи. Основні галузі зайнятості: виробництво — 24,7 %, освіта, охорона здоров'я та соціальна допомога — 24,7 %, сільське господарство, лісництво, риболовля — 15,1 %, інформація — 7,5 %.